# Nicolae Manta
Nicolae Manta  (n. 1876, Sighișoara, Regatul Ungariei – d. 1932, Cluj, Regatul României) a fost un deputat în Marea Adunare Națională de la Alba Iulia, organismul legislativ reprezentativ al „tuturor românilor din Transilvania, Banat și Țara Ungurească”, cel care a adoptat hotărârea privind Unirea Transilvaniei cu România, la 1 decembrie 1918.

## Biografie
A terminat Facultatea de Farmacie, după care a profesat în Șeitin. La momentul marii uniri fost delegat titular al Cercului electoral Nădlac, jud. Cenad iar dupa 1918 a profesat ca inspector sanitar. A decedat la Cluj în 1932.